# Anne Ingvar
Anne Marie Ingvar, född 3 oktober 1949 i Enskede, är en svensk filmproducent och produktionsledare.
2000 tilldelades hon BUFF Filmfestivals och Sydsvenskans stora pris för filmen Tsatsiki, morsan och polisen. 2000 utsågs hon också av Svenska Filminstitutet till årets "Producer on the Move". Sedan hösten 1995 är hon verkställande direktör och produktionschef för Felicia Film i Stockholm.

## Producent i urval
- 2005 – Percy, Buffalo Bill & jag
- 2002 – Jag är Dina
- 2001 – Tsatsiki - vänner för alltid
- 2000 – Bollen i ögat
- 1999 – Tsatsiki, morsan och polisen
- 1995 - Djungeldjuret Hugo - den stora filmhjälten
- 1994 – I natt går jorden under